# Rímur
En la literatura islandesa, una ríma (literalmente "una rima", pl. rímur) es una epopeya escrita dentro de los rímnahættir ("parámetros del rímur"). Son rimas, presentando una aliteración y consiste en 2 a 4 líneas por estrofa. Hay cientos de característica que definen a los rímur, contando variaciones (Sveinbjörn Beinteinsson propone 450 variaciones en su Háttatal), Pero pueden ser agrupadas dentro de 10 familias. El plural, rímur, es también utilizado como un plural ordinario, dando a entender dos o más rímur, pero también el término es usado para describir obras extensas, las cuales contienen más de una ríma como un todo. La obra Ólafs ríma Haraldssonar habla una historia sobre Olaf II el Santo en una ríma, mientras Núma rímur es una parte que compone la epopeya Numa Pompilius.
Las primeras rímur datan del siglo XIV. Ólafs ríma Haraldssonar, preservado en Flateyjarbók, es a veces considerado una de las más antiguas ríma mientras Skíðaríma y Bjarkarímur son otros ejemplos de las antiguas rímur. Las rímur se formaron a través de la Poesía escáldica con influencias de las epopeyas continentales. Por siglos fueron la principal demostración de la poesía épica en Islandia. En la amplia mayoría de los casos los ciclos de las rímur fueron compuestas a partir de historias ya existentes.
En el siglo XIX el poeta Jónas Hallgrímsson publicó una crítica influyente en un ciclo de rímur de Sigurður Breiðfjörð y del género en total. Al mismo tiempo Jónas y otros poetas románticos fueron incluyendo nuevas formas continentales en los versos dentro de la literatura islandesa, y es donde la popularidad del rímur empieza a declinar. Sin embargo, muchos de los poetas islandeses de los siglos XIX y XX siguieron componiendo rímur, tales como Bólu-Hjálmar, Sigurður Breiðfjörð, Einar Benediktsson, Steinn Steinarr, Örn Arnarson y Þórarinn Eldjárn. A finales del siglo XX Sveinbjörn Beinteinsson fue el más reconocido de los compositores de rímur. Steindór Andersen es actualmente el intérprete de rímur más activo en Islandia, a menudo colabora con la banda Sigur Rós y también contribuye en algunas obras de Hilmar Örn Hilmarsson.